# 小斑護胸鯰
小斑護胸鯰，為輻鰭魚綱鯰形目美鯰科的其中一種，為亞熱帶淡水魚，分布於中美洲與南美洲巴拿馬、哥倫比亞Atrato河流域，體長可達7.7公分，棲息在底層水域，生活習性不明。

## 扩展阅读
維基物種上的相關：小斑護胸鯰